# Axel Beyer
Alexander "Axel" Beyer (ur. 9 maja 1891 w Aue – zm. w XX wieku) – niemiecki kolarz torowy, srebrny medalista mistrzostw świata.

## Kariera
Największy sukces w karierze Axel Beyer osiągnął w 1913 roku, kiedy zdobył srebrny medal w wyścigu ze startu zatrzymanego amatorów podczas mistrzostw świata w Berlinie. W zawodach tych wyprzedził go jedynie Brytyjczyk Leon Meredith, a trzecie miejsce zajął Holender Cor Blekemolen. Był to jedyny medal wywalczony przez Beyera na międzynarodowej imprezie tej rangi. Nigdy nie wystąpił na igrzyskach olimpijskich.